# Hystricia nigroscutata
Hystricia nigroscutata är en tvåvingeart som beskrevs av Camillo Rondani 1863. Hystricia nigroscutata ingår i släktet Hystricia och familjen parasitflugor.
Artens utbredningsområde är Colombia. Inga underarter finns listade i Catalogue of Life.